# Marshall, Missouri
Marshall är administrativ huvudort i Saline County i Missouri. Orten har fått sitt namn efter John Marshall. Markområdet för Marshall donerades år 1839 av Jeremiah O'Dell.